# 大菩薩峠 (1960年の映画)
『大菩薩峠』（だいぼさつとうげ）は、1960年に公開された三隅研次監督の日本映画、中里介山の同名小説『大菩薩峠』を大映が映画化。大ヒットを記録した、三部作の一作目。 当初、お豊/お浜の二役には中村玉緒ではなく、山本富士子が予定されていた。

## あらすじ
大菩薩峠にて、浪人・机竜之介は巡礼の老人を意味もなく切り捨て、その場から立ち去った。途方に暮れる老巡礼の孫娘お松を、通りすがりの盗賊裏宿の七兵衛は保護するのだった。
自身が師範を務める道場へ帰った竜之介のもとに、宇津木文之丞の妹を騙る彼の妻・お浜がいた。御岳神社の奉納試合で文之丞に負けてくれるよう頼み込むお浜。しかし竜之介はこれを拒否する。帰路についたお浜を水車番の与八に誘拐させ、竜之介は彼女を手籠めにする。奉納試合、怒りに震える文之丞であったが竜之介の音無しの構えを前に敢え無く事切れる。竜之介はお浜と共に江戸へ去っていった。この惨状を知った文之丞の弟・宇津木兵馬もまた、剣豪・島田虎之助に入門するため江戸へ向かう。

## スタッフ
- 監督：三隅研次
- 製作：永田雅一
- 原作：中里介山
- 脚色：衣笠貞之助
- 企画：松山英夫、南里金春
- 撮影：今井ひろし
- 音楽：鈴木静一
- 美術：内藤昭
- 録音：大谷巖
- 照明：岡本健一
- 助監督：井上昭[5]

## キャスト
- 机竜之助 - 市川雷蔵
- 宇津木兵馬 - 本郷功次郎
- お豊/お浜（二役） - 中村玉緒
- お松 - 山本富士子
- 近藤勇 - 菅原謙二
- 芹沢鴨 - 根上淳
- 土方歳三 - 千葉敏郎
- 神屋主膳 - 島田竜三
- 宇津木文之丞 - 丹羽又三郎
- 机弾正 - 笠智衆
- お絹 - 阿井美千子
- 御雪太夫 - 藤原礼子
- 真三郎 - 舟木洋一
- 与八 - 真塩洋一
- 小野川 - 山路義人
- 裏宿の七兵衛 - 見明凡太朗
- 島田虎之助 - 島田正吾
- 中村一心斎 - 荒木忍
- 逸見利泰 - 花布辰男
- 片柳伴次郎 - 南部彰三
- 藤作 - 葛木香一
- 平間重助 - 伊達三郎
- 安藤 - 市川謹也
- 黒坂 - 光岡龍三郎
- 赤目 - 水原浩一
- 一膳飯屋の亭主 - 石原須磨男
- 茶屋の老爺 - 浅尾奥山
- 雲助の六造 - 藤川準
- 雲助の三造 - 清水明
- 太田 - 岩田正
- 逸見の門弟 - 大林一夫
- 旅の武芸者 - 安田洋郎
- 芳村 - 浜田雄史
- 岡田弥市 - 木村玄
- 加藤主税 - 森田健二